# Dasbal, Hungund
Dasbal là một làng thuộc tehsil Hungund, huyện Bagalkot, bang Karnataka, Ấn Độ.